# إيسي أوغاتا
إيسي أوغاتا (باليابانية: 尾形 一成) هو روائي وممثل ياباني، ولد في 22 فبراير 1952 بفوكوكا في اليابان.

## أعمال

### أفلام
- توني تاكيتاني (2004)
- صمت (2016)

## وصلات خارجية
- إيسي أوغاتا على موقع IMDb (الإنجليزية)
- إيسي أوغاتا على موقع قاعدة بيانات الأفلام العربية
- إيسي أوغاتا على موقع ألو سيني (الفرنسية)
- إيسي أوغاتا على موقع ميوزك برينز (الإنجليزية)
- إيسي أوغاتا على موقع أول موفي (الإنجليزية)
- إيسي أوغاتا على موقع قاعدة بيانات الأفلام السويدية (السويدية)
- إيسي أوغاتا على موقع قاعدة بيانات الفيلم (الإنجليزية)
- إيسي أوغاتا على موقع كينوبويسك (الروسية)